# Lęborski
Lęborski là một huyện thuộc tỉnh Pomorskie của Ba Lan. Huyện có diện tích 706 km². Đến ngày 1 tháng 1 năm 2011, dân số của huyện là 64088 người và mật độ 91 người/km².